# Чорнило
Чорнило, або атра́мент — рідка фарба, придатна для письма і/або створення зображень з допомогою письмових інструментів і штампів. Складається з води (чи іншого розчинника) та певного барвника.

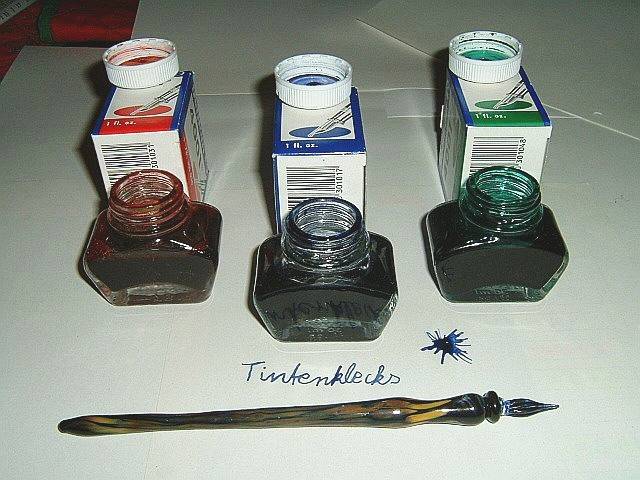
Різнокольорові чорнила й ручка зі вставним пером

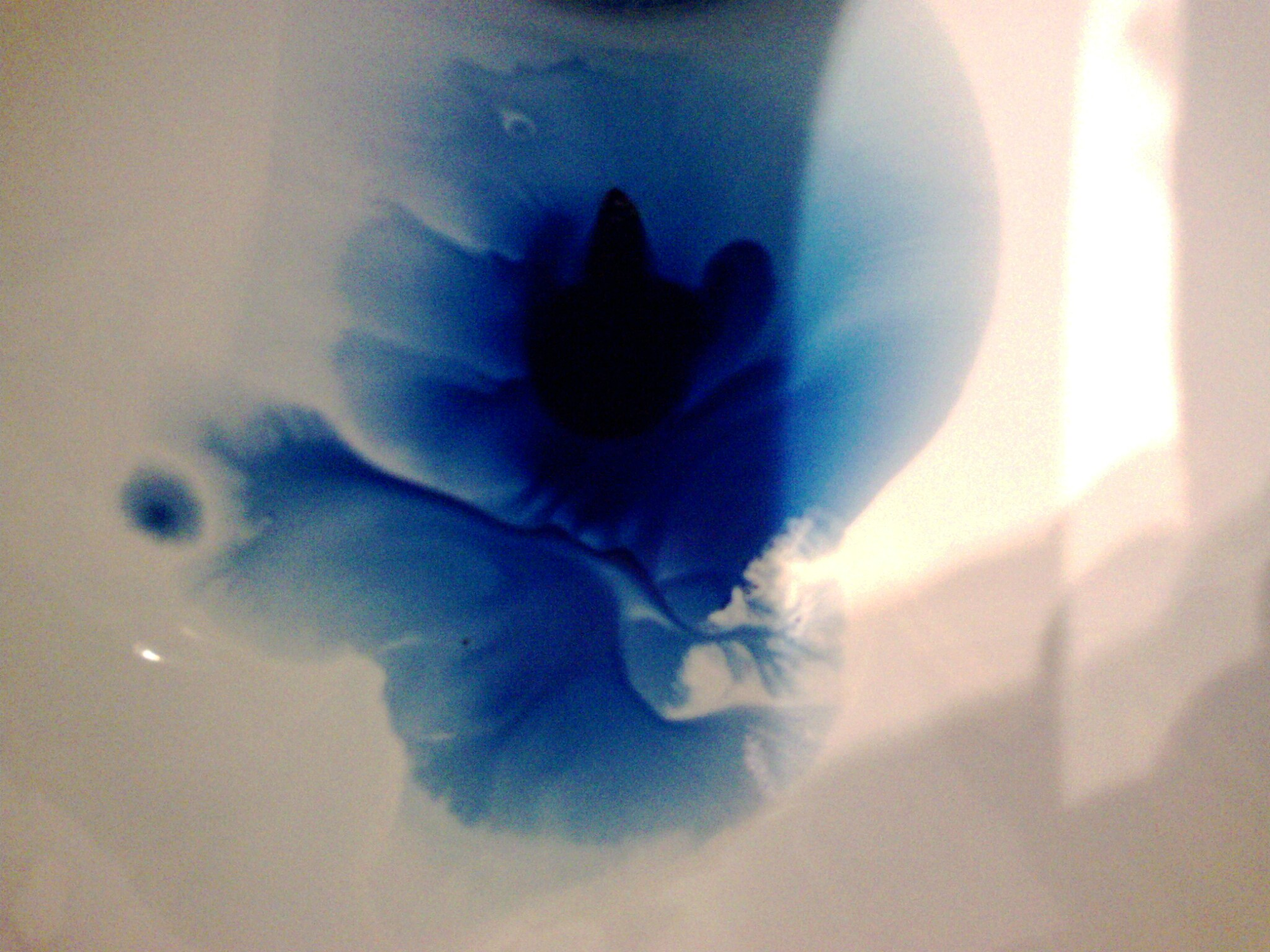
Гелеве чорнило

З найдавніших часів до середини XIX століття) чорнило було окремим від письмового інструмента матеріалом для письма — воно зберігалось у спеціальній ємності — чорнильниці, куди той, хто писав, вмочував кінчик пера чи розщепленої тростинки.
В наш час із чорнилом найчастіше зустрічаються при роботі з печатками й штампами, механічними самописцями, при письмі авторучками. Окремо слід згадати образотворче мистецтво і дизайнерські роботи, де чорнило може використовуватися для багатьох технік рисунка й відтиску штампів.
Також чорнило для письма перами, приготоване за особливими рецептурами, досі широко використовується при оформленні особливо важливих документів, наприклад, в органах влади і в нотаріаті.
В українській мові (та в багатьох інших мовах: грец. Μελάνη, фін. musta, швед. bläck) слово чорнило походить від слова чорний. Це пояснюється тим, що чорнила бувають здебільшого чорного кольору, хоча з найдавніших часів відомі чорнила різних кольорів.

## Вимоги до чорнила
До чорнила висувають наступні основні вимоги:
1. хороша змочувальна здатність і адгезія відносно до матеріалу пишучого вузла використовуваного письмового інструмента й матеріалу, на якому пишуть (за відсутності адгезії й змочуваності чорнило не тримається на пишучому вузлі й останній не може лишити чорнильний слід, при спробі писати на незмочуваному матеріалі, наприклад, пластику, чорнильний слід збирається в окремі краплі, які легко змазуються, а при висиханні осипаються);
2. насиченість і стійкість кольору протягом довгого часу при нормальних умовах зберігання (наприклад, деякі види чорнила, що випускались на основі хімічних барвників наприкінці XIX — початку XX століть, швидко вицвітали на світлі);
3. помірне розтікання і вбирання чорнила на матеріалі, на якому пишуть (наприклад, чорнилом для авторучок практично неможливо писати на фільтрувальному папері через розмивання штрихів, але чорнилом для гелевих і кулькових ручок цілком можливо);
4. помірна швидкість висихання чорнила на повітрі на пишучому вузлі і в відкритих чорнильницях;
5. в'язкість-текучість чорнила мають відповідати конструктивно закладеній у пишучий вузол письмового інструмента швидкості подачі чорнила (надмірна подача при підвищеній текучості може призводити до появи ляпок навіть при писанні густою кульковою пастою і, навпаки, недостатня подача надто густого чорнила призводить до появи прогалин при письмі ролером чи пером);
6. відносна дешевизна, доступність і безпечність компонентів і готового чорнила.

До чорнила можуть ставитись додаткові вимоги:
1. підвищені водостійкість чи стійкість до певних розчинників;
2. підвищена адгезія до певних матеріалів;
3. підвищені термо-, світло-, морозостійкість;
4. вміст певних ідентифікаційних та маркерних компонентів;
5. можливість змішування різних кольорів однотипних чорнил для отримання заданого відтінку.

Перелік можливих додаткових вимог не вичерпується наведеними вимогами.

## Склад чорнила
Будь-яке чорнило містить наступні основні компоненти:
1. розчинник або дисперсне середовище в випадку пігментного чорнила;
2. забарвлювальна речовина;
3. модифікатори (наприклад, в'язкості, змочуваності, стійкості, консерванти, Поверхнево-активні речовини тощо).

При виготовленні чорнила для письма можуть використовуватись наступні хімічні речовини:
- Розчинники:
  - Дистильована вода;
  - Гліцерин (також слугує модифікатором в'язкості та швидкості висихання);
  - Етанол;

- Барвники:
  - Фуксин
  - Індиго
  - Метиловий фіолетовий
  - Сульфат заліза(II)
  - Індигокармін

- Модифікатори в'язкості й швидкості висихання
  - Багатоатомні спирти, такі як Ізопропіловий спирт і Гліцерин
  - Цукри
  - Декстрини

- Інші модифікатори
  - Силігальмін
  - Латекс

- Консерванти
  - Сульфацилін (консервант)
  - Етанол (також розчинник)
  - Щавлева кислота (також модифікатор змочуваності)

Застосовувані в складі чорнила компоненти звичайно не вичерпуються представленими назвами речовин.

## Упаковка чорнила
Оскільки чорнило є фарбуючою рідиною, для упаковки чорнила використовується тара, що не взаємодіє з самим чорнилом і стійка до дії несприятливих факторів навколишнього середовища. Початково для зберігання чорнила використовувались керамічні та металеві посудини. Посуд із щільної непористої глазурованої кераміки використовувався для постійного зберігання чорнила, оскільки керамічний посуд легко розбивається. Металева тара використовувалась у вигляді пляшечок і чорнильниць у «похідних» умовах, а її широке розповсюдження стримувалось дороговизною металевих виробів і взаємодією компонентів чорнила з металом.
З поширенням у побуті скляних виробів чорнило почали розливати в скляну тару. В СРСР чорнило розфасовувалось у скляні пляшечки. Брендові зарубіжні виробники досі фасують чорнило в скляні пляшечки, що часом є ексклюзивними дизайнерськими роботами.
Революційним кроком у методах пакування чорнила стало винайдення авторучок. В авторучках чорнило спершу зберігали в спеціальных порожнинах/місткостях, що були часом важливою частиною механізму авторучки. Згодом з'явилися скляні, металеві й, нарешті, поліетиленові картриджі для чорнила. Таким чином, завдяки вдосконаленню способів пакування й систем зберігання чорнила, ведення постійних записів стало можливим не лише на спеціально обладнаних для письма місцях, а й в «автономному» режимі.
Наступний крок в удосконаленні упаковки чорнила став можливим з появою кулькового пишучого вузла. Кульковий пишучий вузол вимагав появи густішого чорнила, не схильного до витікання через технологічні зазори кулькового вузла. Це ж дозволило упаковувати високов'язке чорнило в прості поліетиленові трубочки -стержні. Однак, зростання в'язкості чорнила виявилось тупиковим напрямом при збільшенні ємності стержнів і вимагало більшого нажиму на письмовий інструмент, що призводило до підвищеної втомлюваності при тривалому письмі. Обидві ці проблеми були вирішені при винайденні «твердоподібного» гелевого чорнила. Завдяки характерним особливостям гелів, діаметр стержнів удалося збільшити до 4-5 мм, а кульки кулькових пишучих вузлів для досягнення більшої яскравості й виразності записів стало можливим робити пористими
До кінця 20 століття переваги перових ручок (легкість, гладкість письма та великий об'єм чорнила) вдалось об'єднати з кульковим пишучим вузлом, так з'явились ручки-ролери, що заправляються чорнилом для перових ручок.
До початку 21 століття ідея стержнів проникла в середовище виробників перових ручок. Першою в світі компанія Pentel почала випуск подібних замінних стержнів до власних ручок із пластиковим пером. У 2011 р компанія Parker випустила «Parker Ingenuity Pens : The 5TH Mode» також із замінним пластиковим пером на замінному стержні.
Історична й географічна «ізольованість» деякі виробників, а частіше маркетингова політика деяких виробників, призвели до того, що фактично склалось декілька стандартів типорозмірів чорнильних картриджів та стержнів. 

## Типи чорнила й їхня класифікація
Типи чорнила найповніше визначаються їх призначенням, оскільки кожне можливе застосування й технічні засоби, використовувані для їхнього нанесення, ставлять до властивостей та складу чорнила власні, часом унікальні, вимоги.

### Чорнило для письма перами
Чорнило для письма перами — пращур усіх сучасних чорнил. Виготовлялось на водяній основі з використанням екстрактів і дисперсій барвних компонентів природного походження і/або звичайної сажі. Найвідомішими є чорнила на основі сажі, на основі чорнильних горішків дуба й чорнило на основі чорнильного гриба.
Чорнило для письма звичайними перами (не авторучками) зазвичай має дещо густішу консистенцію й насиченіший колір і за своєю фактурою ближче до туші. Через наявність дисперсних та поліфункціональних органічних компонентів чорнила для письма перами як правило більш водостійке, ніж чорнило для авторучок.
Чорнило для письма перами досі використовується при оформленні особливо важливих документів. Частково це пов'язано з тим, що в таке чорнило можуть бути додані маркерні компоненти, що використовуються як один із ступенів захисту документу.

### Чорнило для авторучок
Початково перші зразки авторучок заповнювали тими ж чорнилами, що використовувалися для письма звичайними перовими ручками.
Згодом у зв'язку з тим, що капілярна система подачі в авторучок легко забивалась частинками суспензій, там стали використовувати рідше чорнило, що містило барвну речовину виключно в розчиненому вигляді.
Наступним етапом, що робить процес заправки ручки швидшим і чистішим, стало фасування чорнила в чорнильні картриджі. Початково картриджі пробували робити з металу та скла, але такі картриджі були складнішими й дорожчими у виготовленні, а скляні ще й крихкими. Додатковим мінусом стало те, що твердість матеріалу картриджа була вищою, ніж твердість пластмаси в посадковому місці картриджа, що призводило до швидкого розбивання посадкового місця для картриджа й появи протікань чорнила. Сучасні картриджі робляться з поліетилену, м'якшого, ніж матеріал самої авторучки.
Чорнило для авторучок, як правило, виготовляють на водяній чи водно-гліцериновій основі, в зв'язку з чим воно зазвичай має найменшу водостійкість серед усіх інших типів чорнил. Тим не менш, для авторучок виробляється й так зване «перманентне» або «реєстраційне» чорнило, що не розчиняється у воді й має в своїй основі помірно леткі органічні розчинники.
У зв'язку з ненульовою паропроникністю поліетилену, чорнило в картриджах з часом висихає, через що його початково роблять рідшими за чорнило у флаконах.

### Чорнило для кулькових ручок
Чорнило для кулькових ручок виготовляють у вигляді густих паст на воско-жировій основі. Як правило, така паста містить жиророзчинний барвник, рідше суспензію пігмента, які при письмі безперервно змазують-наносяться на кульку, що лишає на папері відтиск чорнильного сліду.
У зв'язку з наявністю жирової основи, таке чорнило містить мінімально-можливу кількість розчинника органічного походження.
При тривалому зберіганні (понад 10 років) жирова основа такого чорнила повільно проникає в товщу паперу, відносячи разом з собою й барвник. В результаті цього процесу чорнильний слід розмивається, стає блідішим, але при цьому він починає проступати на зворотному боці аркуша паперу.

### Чорнило для капілярних ручок
Капілярні ручки стали природним продовженням розвитку ідеї фломастера. Відповідно, обладнуються вони аналогічним спирторозчинним, а часто й водорозчинним рідким чорнилом, яке по системі капілярів, утвореній поліестерним волокном, подається до пишучого вузлу.

### Чорнило для ручок-пензлів
Іншим продовженням ідеї фломастера стали ручки-пензлі, що конструктивно являють собою контейнер з рідким чорнилом оригінальної конструкції й пишучий вузол в вигляді пензля з капілярним підводом чорнила до пензля.

### Чорнило для ролерів
Для ролерів використовується практично те ж рідке чорнило, що й для авторучок, але чорнило все одно фасується в стержні для ролерів, причому, більшість виробників ролерів виготовляють стержні власного формату.

### Чорнило для струменевихпринтерів
Струменеві принтери для домашнього чи офісного використання постачаються з картриджами, що містять спеціальне рідке чорнило. Промислові струменеві принтери та маркіратори постачаються з оригінальними флаконами великого об'єму з чорнилом і розчинником, флакони забезпечуються системами ідентифікації. Такі картриджі й чорнила називають оригінальними (від англ. абревіатури ОЕМ — виробник оригінального обладнання) й виробляються такими компаніями, як Epson, Canon, HP, Lexmark тощо.
Оригінальне чорнило можна придбати тільки разом із картриджем. Конструкція картриджів — плід багаторічної дослідницької роботи виробника принтерів. Ідея полягає в тому, щоб надійно втримувати й зберігати чорнило всередині картриджа, а також подавати на друк з необхідною для цього швидкістю. Для цього важливі не лише геометричні параметри картриджів і фізичні властивості матеріалів, а й суворо визначені фізико-хімічні характеристики чорнила.
Найважливішими для чорнила є:
- відповідність за основним тоном насиченості й яскравості;
- кислотність;
- питома густина;
- динамічна в'язкість;
- поверхневий натяг.

Невідповідність перерахованим характеристикам автоматично переводить чорнило до розряду неякісних або таких, що перебувають на стадії розробки. Таке чорнило може друкувати з дефектами чи не друкувати взагалі.
Основним розчинником у чорнилі для настільних струменевих принтерів є вода, повністю очищена від домішок, тобто деіонізована. Забарвлюючою речовиною може виступати водорозчинний барвник, що має спорідненість з целюлозою, щоб добре забарвлювати поверхневий шар офісного чи іншого спеціального паперу й забезпечувати якісний друк. Чорнило буває пігментним і водорозчинним. Водорозчинне більш поширене, воно легко проникає вглиб паперу й затримується там. Для друку світло- й водостійких документів і фотографій застосовується пігментовмісне чорнило, в якому барвною речовиною є нерозчинний у воді барвник, тобто пігмент. Недоліком пігментного чорнила є зношування резисторів, скорочення строку служби друкувальної головки й непридатність для друку на прозорих плівках.
Чорнило для струменевих принтерів — це складна, багаторівнева композиція, як і чорнило для авторучок, що включає в себе водний розчинник, барвник, а також різноманітні стабілізатори та модифікатори властивостей. Список барвників, стабілізаторів і модифікаторів, використовуваних при виробництві чорнила для принтерів, помітно ширший, ніж при виробництві чорнила для авторучок, що пов'язано з більшою складністю фізико-хімічних процесів, що керують подачею й нанесенням чорнила та необхідністю керувати ними буквально з ювелірною точністю. Характеристики чорнила кожного окремого виробника, як правило, суттєво відрізняються.
Крім деіонізованої води й барвних речовин, чорнило для струменевого друку може містити до 20 компонентів, що забезпечують стабільну роботоздатність механізмів картриджа та правильну передачу кольорів.
Якщо сказати точніше, залити в картридж можна будь-яке достатньо рідке чорнило на водяній основі. Але, наприклад, при заправці картриджів HP чорнилом для авторучок «Радуга-2» не досягається нормальна глибина кольору й кольоропередачі. Крім того, друкувальну головку картриджа необхідно зберігати під шаром води або чорнила, а перед друком щоразу проводити прочистку подаючих сопел (або друк безперервно одразу після заправки), бо вже через кілька годин після заправки чорнило в подаючих соплах засихає.
Маркетингова політика ОЕМ-виробників така, що оригінальні картриджі вони стараються робити одноразовими, без можливості перезаправки. Більш того, нерідко в механізми картриджів вводяться елементи, що блокують роботу одноразово-витраченого картриджа. Відповідно, окремо оригінальне чорнило для заправки ОЕМ-картриджів не продається.
Оригінальні картриджі нерідко можуть бути заправлені чорнилом неоригінального походження з застосуванням відповідного обладнання. Таке чорнило називають сумісним. Воно виготовляється іншими виробниками (не ОЕМ) з використанням оригінальних технологій виробництва й компонентів. Такому чорнилу присвоюється власна торгова марка для продажу.
Це призводить до появи деяких відмінностей при друку оригінальним і сумісним чорнилом. Тим не менш, на сьогодні якість сумісного чорнила порівнювана з якістю оригінального.
Сумісне чорнило також використовується в сумісних (не ОЕМ) картриджах і в системах безперервної подачі чорнила. Їх можна придбати окремо від сумісних картриджів і використовувати для заправки:
- оригінальних картриджів;
- перезаправлюваних картриджів;
- систем безперервної подачі чорнила.

### Чорнило для скрапбукінгу
Особливо можна виділити чорнило для штампів, використовуваних у скрапбукінгу. В цьому виді творчості штампінгу надається немало місця при створенні скрапсторінок, а вибір чорнила вражає розмаїттям як його видів, так і кольорів. Як правило, чорнило продається вже заправленим у штемпельну подушку. Вона відрізняється від звичної для нас канцелярської — подушка завжди високо піднята над основою, оскільки штамп не вмочують у чорнило, а навпаки — наносять чорнило на штамп поплескуючими рухами. Це пов'язано з тим, що багато з чорнил для скрапбукінга густі, а штампи бувають дуже великих розмірів — і ви або нанесете забагато чорнила на рельєф штампа й відтиск буде брудним, або просто не зможете покрити ввесь штамп чорнилом, а вартість штемпельної подушки стане недоступною через гігантський розмір.
Найпоширенішим є Dye Ink (дай інк) — чорнило на основі барвника. Найпопулярнішим у Росії є Distress ink. Унікальна формула цього чорнила дозволяє не лише ставити відтиски, а й надавати паперову зістарений вигляд, ним можна малювати як акварельними фарбами. Його колір архівний, але саме чорнило не водостійке. Archival ink, навпаки, водостійке, і може висихати не тільки на папері, а й на пластику.
Другим за розповсюдженістю є Pigment Ink (піґмент інк) — пігментне чорнило. В залежності від марки воно буває швидко- чи довго сохнучим, просто кольоровим, або металізованим, перламутровим. Підходить для різних поверхонь — паперу, дерева, металу, тканини, кераміки, пластику. Але щоб не помилитися в виборі, краще спершу дізнатися про особливості на сайті виробника. Пігментне чорнило — густе, з ним виходять барвисті, добре профарбовані відтиски. Одним з різновидів пігментного чорнила є chalk ink — крейдяне чорнило. Барвною речовиною в ньому є крейдяна пудра. Це найгустіше чорнило з існуючих.
Окремими видами виступають алкоголь інк (Alcohol Ink) — алкогольне чорнило та чорнило на основі розчинника.